# Templetonia smithiana
Templetonia smithiana är en ärtväxtart som beskrevs av James Henderson Ross. Templetonia smithiana ingår i släktet Templetonia och familjen ärtväxter. Inga underarter finns listade i Catalogue of Life.